# Els principiants
Els principiants (títol original: Absolute Beginners) és una pel·lícula musical britànica realitzat l'any 1986 per Julien Temple, adaptació de la novel·la de Colin MacInnes. Ha estat doblada al català.

## Argument
El 1958, una nova joventut emergeix. La guerra ha acabat però els Beatles i els Rolling Stones no han arribat encara. El jazz és a poc a poc reemplaçat pel rock'n'roll i els disturbis racials sacsegen els barris populars de Londres. En aquest context, el jove fotògraf Colin s'enamora de l'estilista Crepe Suzette que només pensa en la seva carrera.

## Repartiment
- Patsy Kensit: Crepe Suzette
- Eddie O'Connell: Colin (el narrador)
- David Bowie: Vendice Partners
- James Fox: Henley de Mayfair
- Robbie Coltrane: Mario
- Bruce Payne: Flikker
- Graham Fletcher-Cook: El magic
- Sade Adu: Athene Duncannon
- Ray Davies: Pare
- Lionel Blair: Harry Charms
- Steven Berkoff: El fanàtic
- Ronald Fraser: Amberley Drove

## Banda original
La banda original de la pel·lícula, comercialitzada l'abril de 1986, està constituïda de diverses peces del compositor Gil Evans i de diversos artistes (alguns actuant en la pel·lícula).
Les cançons Absolute Beginners de David Bowie i Have You Ever Had It Blue? de The Style Council, tretes en singles, són èxits.
1. Absolute Beginners — David Bowie - 8:03
2. Killer Blow — Sade - 4:37
3. Have You Ever Had It Blue? — The Style Council - 5:37
4. Quiet Life — Ray Davies - 2:56
5. Va Va Voom — Gil Evans - 3:26
6. That's Motivation — David Bowie - 4:14
7. Having It All — Eighth Wonder featuring Patsy Kensit - 3:08
8. Rodrigo Bay — Working Week - 3:32
9. Selling Out — Slim Xaval - 3:36
10. Riot City — Jerry Dammers - 8:29
11. Boogie Stop Shuffle (Rough And The Smooth) — Gil Evans - 3:00
12. Ted Ain't Ded — Tenpole Tudor - 2:35
13. Volare (Nel Blu Dipinto Di Blu) — David Bowie - 3:13
14. Napoli — Clive Langer - 4:08
15. Little Cat (You've Never Had It So Good) — Jonas - 2:19
16. Better Git It In Your Soul (The Hot And The Cool) — Gil Evans - 1:49
17. So What? (versió lírica) — Smiley Cultura - 4:18
18. Absolute Beginners (Refrain) — Gil Evans - 1:41

- Els títols 11 a 18 són absents de la versió vinil.

## Al voltant de la pel·lícula
La manca d'èxit de la pel·lícula, compartida amb Missió i Revolution, serà la ruïna de la companyia Goldcrest Films.
El cantant David Bowie, que interpreta un dels principals papers, també va compondre una part de la banda original. D'aquí l'origen dels títols Absolute beginners i That's motivation que interpreta. En relació amb el seu paper, David Bowie confessa haver « adorat fer aquest cabronàs cínic ».
Ray Davies, membre del grup britànic The Kinks, forma part del casting d'Absolute beginners. Encarna el personatge d'Arthur, picada d'ull al títol d'un dels àlbums dels Kinks.
La pel·lícula és citada al començament de The Player quan un dels personatges fa referència al travelling "tota bellesa" que obre la pel·lícula.